# Nemo (песня)
«Nemo» (с лат. — «Никто») — сингл из альбома Once финской симфо-пауэр-метал-группы Nightwish, включающий одноимённую песню.

## Список композиций
1. «Nemo»
2. «Planet Hell»
3. «White Night Fantasy»
4. «Nemo» (Orchestral Version)

### Nemo (Collector’s Edition)
1. «Nemo»
2. «Live to Tell The Tale»
3. «Nemo» (orchestral version)

## Участники
- Туомас Холопайнен — композитор, клавишные
- Эмппу Вуоринен — гитара
- Юкка Невалайнен — ударные
- Тарья Турунен — вокал
- Марко Хиетала — бас-гитара